# Les Grandes Blondes
Les Grandes Blondes est le septième roman de Jean Echenoz publié le 28 septembre 1995 aux éditions de Minuit et ayant reçu le prix Novembre la même année.

## Écriture du roman
L'idée initiale de ce roman est née de son titre. Selon Jean Echenoz son envie d'écrire sur le mythe de la femme blonde est née de l'expression « les grandes blondes » qui conditionna toute l'écriture de l'œuvre. D'autre part, la composante géographique est l'un des aspects centraux des romans de Jean Echenoz. Pour ce roman il décide de partir en Inde durant plusieurs mois pour se documenter et effectuer des « repérages » qui lui permettent de composer le cadre de son histoire. Comme dans la plupart de ses romans, Jean Echenoz emprunte des codes du roman d’aventures tout en les détournant.

## Résumé
Paul Salvador, producteur d'émissions télévisuelles, décide de réaliser une série thématique sur les « grandes blondes » qui ont marqué l'histoire du cinéma et de la chanson. Depuis sa société de production Stocastic Films de l'avenue du Général-Dodds, près de la porte Dorée à Paris, il suit les avancements de Jouve et de son équipe de détectives pour retrouver Gloire Abgrall, une éphémère chanteuse des années 1980 qui sous le nom de Gloria Stella, et après deux titres à succès (Excessif et On ne part pas), s'est retrouvée à la page des faits divers pour son implication dans la mort de son agent, tombé dans la cage d'un ascenseur. Ayant purgé cinq années de prison, elle disparaît immédiatement à sa libération et n'a pas reparue depuis quatre ans. Paul Salvador et son équipe considèrent qu'elle représente incontestablement la « blonde bizarre », sujet du cinquième volet du documentaire en préparation.
Lancés à sa recherche, un premier détective, Jean-Claude Kastner, ne dépassera pas les rochers de la baie de Saint-Brieuc, là où un second, Boccara, s'en tirera avec quelques égratignures : Gloire Abgrall ne veut pas être retrouvée et n'hésite sur aucun moyen pour cela — ne « sachant nettoyer le monde que par le vide » —, confortée par une étrange petite voix qui susurre à son oreille, à moins qu'elle ne soit intérieure, et se nomme Béliard. Ses moyens financiers gérés par maître Lagrange étant importants, elle décide avec son aide de fuir pour Sydney en Australie où, à la suite d'une malencontreuse rencontre nocturne sur un pont, elle ne peut cependant rester. Direction Bombay, puis sur les conseils d'une rencontre furtive au Taj Intercontinental, départ pour une résidence dans une ville du sud de l'Inde.
Désormais, Jouve charge Personnettaz, assisté de Boccara, de traquer Gloire, en définitive toujours avec un coup de retard que ce soit en Australie ou en Inde. Ils rendent ponctuellement compte de l'état des recherches à Paul Salvador qui travaille, obsessionnellement de manière hitchcockienne, à l'avancement de son documentaire avec sa secrétaire, Donatienne. Gloire, dans sa résidence indienne vient à faire la connaissance d'un médecin local qui finit, à force de chantage, par la convaincre de devoir lui rendre service en apportant à Bombay des effets illégaux à un certain Moopanar. Là, elle est à nouveau obligée pour ce dernier, un richissime Indien impliqué dans divers trafics à grande échelle, de convoyer pour la France six chevaux de haras reconvertis en mules. À sa grande surprise c'est Lagrange qui l'accueille à l'aéroport et l'emmène, au vert, en Normandie. Personnettaz, désormais accompagné de Donatienne avec laquelle il entretient un rapport fait d'évitement, de crainte, et d'attraction qu'il n'arrive pas à s'avouer, est à nouveau sur la piste de Gloire grâce à un tuyau obtenu par Jouve qui localise la maison de retraite rouennaise du père de l'ancienne star, qui ne manquera pas de lui rendre visite. Le détective et son assistante abordent, non sans risque, Gloire à laquelle ils exposent le projet documentaire de Paul Salavador. Les arguments convaincants font que Gloire accepte de rencontrer le producteur à Paris. Six mois plus tard le documentaire est diffusé, grand succès, et deux nouveaux couples, immanquablement, se forment.

## Accueil critique
Dans Le Monde, Pierre Lepape considère que le talent de Jean Echenoz n'a « jamais été aussi éclatant, maîtrisé et plaisant » s'attachant tout particulièrement à la légèreté du style de l'auteur qui réussit cependant à créer « une machine, superbement huilée, composée d'une multitude de petits rouages ciselés, de liaisons électroniques sophistiquées et d'interactions biologiques subtiles » précisant que cette construction pourrait tout à fait être de l'ordre du regard cinématographique,. L'Express résume ce « roman fracassant » en dépeignant Echenoz « en démiurge narquois ». Jean Hurtin dans Le Magazine littéraire souligne également le « vertigineux talent et [l]'humour noir » du roman où l'auteur pratiquant un « curieux nonchaloir » jouent avec le lecteur dont il fait son complice, pas dupe mais manipulé,,, et le « lâche dans le grand bain du livre et l'oblige à nager ». La critique littéraire suisse Isabelle Martin qualifie le livre d'« inventif, drôle, un peu grinçant, doucement parodique, ce sixième (sic) roman est celui d'un auteur au mieux de sa forme ».

## Éditions
- Les Éditions de Minuit, 1995  (ISBN 270731532X).
- Coll. « Double » no 34, Les Éditions de Minuit, 2006  (ISBN 2-7073-1943-0).